# 阿部雅信
阿部 雅信（あべ まさのぶ、1910年 - 1981年）は、日本の実業家。木材卸の阿部木材工業創業者。競走馬の馬主としても著名であった。同社第2代社長の阿部雅一郎は長男、第3代社長の阿部雅英は孫である。

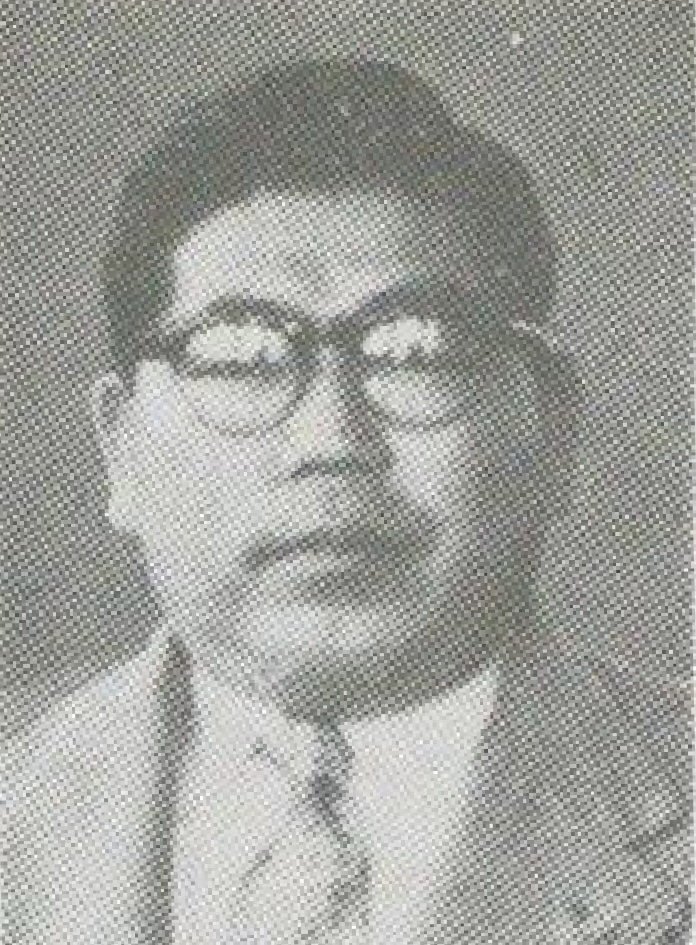
『伸びゆく企業 関東地区350社の横顔』（1966年）掲載肖像

## 経歴
1910年、徳島県名西郡神山町に生まれる。出生名は「定雄」であったが、後に知己を得た易者から雅信という名を勧められ、10年を費やし法的にも改名した。
尋常小学校卒業後に上京し、木場の材木問屋へ奉公に入ったが、奉公先が倒産したため1932年に独立。商材として当時東南アジアから日本に入りつつあったラワンにいち早く注目した。ラワン材は公共建築物の資材として需要が急拡大し、ほぼ独占的にラワンを扱っていた阿部のもとに注文が集中、巨額の財を成した。1941年末の太平洋戦争勃発に伴いラワンの輸入が止まり、一時内地材に切り替えたが、輸入は1950年より再開された。
1964年に脳溢血で倒れ左半身不随となり、経営を長男の雅一郎に譲る。以後は趣味の競馬を楽しみつつ家庭療養の日々を送り、1981年に死去した。

## 馬主活動
1947年に国営競馬（日本中央競馬会の前身）の馬主資格を取得。所有馬には自社の屋号「菱雅」から「ヒシ」という冠名を用い、中山競馬場に専用の厩舎を構えていた。主な所有馬に初代ヒシマサル、ヒシマサヒデ（孫の雅英より命名）、ヒシスピード、ヒシヤクシンといった重賞勝利馬がいる。所有馬は引退後もほとんど手放すことなく、繁殖馬として所有を続けた。ヒシマサヒデはヒシマサルの子、ヒシスピードはヒシマサヒデの子である。なお、八大競走では1958年にヒシマサルが出走した菊花賞での2着が最高成績であった。また持ち馬の鞍上には、出来る限り小野定夫騎手を起用した。ヒシマサル・ヒシマサヒデ・ヒシヤクシンの重賞勝利は、いずれも小野騎手が手綱を採っていた。
晩年は所有競走馬・繁殖馬が合わせて200頭以上に達して本業を圧迫しており、さらにヒシマサヒデらの血統に偏った所有馬が調教師に敬遠されていたことから、雅信の死後に馬主業も継いだ雅一郎によって全て整理された。雅一郎はその罪滅ぼしのため、1991年にアメリカで購買した牡馬に「ヒシマサル」と名付けている。同馬は重賞3勝を挙げた。

### 主な所有馬
- ヒシマサル（1958年毎日王冠、セントライト記念 1959年安田記念、日本経済賞）
- ヒシマサヒデ（1966年安田記念、オールカマー 1967年京王杯スプリングハンデキャップ）
- ヒシヤクシン（1967年七夕賞 1968年日本経済賞）
- ヒシスピード（1976年北海道3歳ステークス 1977年京成杯、東京4歳ステークス）